# 鄧拉普 (印第安納州)
鄧拉普（英語：Dunlap）是位於美國印地安納州埃爾克哈特縣的一個人口普查指定地區。

## 人口
根據2010年美國人口普查的數據，鄧拉普的面積為12.70平方千米，當中陸地面積為12.70平方千米，而水域面積為0.00平方千米。當地共有人口6235人，而人口密度為每平方千米490.94人。